# Casorzo
Casorzo – miejscowość i gmina we Włoszech, w regionie Piemont, w prowincji Asti.
Według danych na styczeń 2009 gminę zamieszkiwało 669 osób przy gęstości zaludnienia 53,2 os./1 km².